# The Day of the Jackal (serie de televisión)
The Day of the Jackal (Chacal en España y El Chacal en Hispanoamérica) es una serie de televisión británica, basada en la novela de Frederick Forsyth, del mismo nombre. Está protagonizada por Eddie Redmayne y Lashana Lynch. Está escrita y creada por Ronan Bennett, producida por Christopher Hall y dirigida por Brian Kirk, Anthony Philipson, Paul Wilmshurst y Anu Menon. En noviembre de 2024, la serie fue renovada por una segunda temporada aun por producir.

## Precedentes
Reimaginada en un escenario político contemporáneo, esta serie se basa en una novela clásica que se centra en un despiadado asesino británico, conocido sólo como el "El Chacal", y el oficial de inteligencia encargado de capturarlo.

## Reparto

### Intérpretes principales
- Eddie Redmayne como Alexander Duggan / El Chacal, un asesino de renombre internacional que utiliza una variedad de disfraces y alias.
- Lashana Lynch como Bianca Pullman, una agente del MI6, experta en armas de fuego y ex oficial de policía de la Sección 303 que comienza a investigar al Chacal.
- Úrsula Corberó como Nuria Calthrop, la esposa española del Chacal que lo conoce como Charles Calthrop.
- Chukwudi Iwuji como Osita Halcrow, un alto funcionario del MI6 en la Sección 303 y jefe directo de Bianca.
- Khalid Abdalla como Ulle Dag Charles, un empresario tecnológico multimillonario y activista palestino-estonio que se convierte en el objetivo del Chacal.
- Lia Williams como Isabel Kirby, la subdirectora del personal del MI6, superior de Pullman y Halcrow en la Sección 303.
- Eleanor Matsuura como Zina Jansone, enlace entre el Chacal y su empleador, Winthrop.
- Sule Rimi como Paul Pullman, profesor académico y marido de Bianca.
- Ben Hall como Damian Richardson, agente del MI6 y colega de Bianca en la Sección 303.
- Jonjo O'Neill como Edward Carver, un "solucionador" dentro del MI6, investigando supuestas filtraciones en la Sección 303.
- Charles Dance como Timothy Winthrop, un poderoso financiero y el último empleador del Chacal.
- Nick Blood como Vincent Pyne, un agente de protección del MI6, ex policía y oficial de la NCA y viejo amigo de Bianca

### Estrellas invitadas especiales
- Richard Dormer como Norman Stoke, el armero del Chacal y un ex "blackneck" en la Fuerza Voluntaria del Ulster.

### Intérpretes recurrentes
- Florisa Kamara como Jasmine Pullman, la hija de Bianca y Paul
- Kate Dickie como Alison Stoke, la esposa de Larry y fuente encubierta de Bianca en Irlanda del Norte
- Puchi Lagarde como Marisa, la madre de Nuria
- Jon Arias como Alvaro, el hermano de Nuria
- Patrick O'Kane como Larry Stoke, el hermano de Norman y un criminal asociado con los paramilitares leales
- Christy Meyer como Leonora Boggs, una conspiradora compañera de Winthrop

## Episodios
| Núm° en serie | Episodio | Título        | Dirigido por      | Escrito por     | Fecha de emisión original | Fecha emisión EEUU      |
| --- | -------- | ------------- | ----------------- | --------------- | ------------------------- | ----------------------- |
| 1 | 1        | «Episodio 1»  | Brian Kirk        | Ronan Bennett   | 7 de noviembre de 2024    | 14 de noviembre de 2024 |
| El Chacal, un asesino muy eficaz, organiza un atentado de falsa bandera para herir a Elias Fest, el hijo del ultraderechista y candidato a canciller alemán, Manfred Fest. El Chacal asesina a Fest con un disparo de francotirador a distancia récord. Al revisar las imágenes del Chacal abandonando la escena, la experta en armas de fuego del MI6, Bianca, se da cuenta de que utilizó un rifle de francotirador con un cañón plegable. Su teoría es que fue fabricado por el armero norirlandés Norman Stoke. Tras el asesinato de Fest, el Chacal es contactado por una fuente anónima, que le ofrece 10 millones de dólares por un trabajo. En una reunión en persona con el contacto, Zina Jansone, el Chacal se entera de que el objetivo es el magnate tecnológico Ulle Dag Charles (UDC). El Chacal exige 100 millones de dólares por matar a un objetivo de tan alto perfil y tan bien protegido. Tras regresar a casa con su esposa, Nuria, la persona que encargó al Chacal el asesinato de Fest se niega a pagarle. Mientras tanto, Bianca intenta obligar a su contacto en Belfast, Allison, a encontrar a Stoke. Al no conseguirlo, Bianca hace detener a Emma, la hija activista de Allison. Sin embargo, el plan resulta contraproducente cuando Emma sufre un paro cardíaco bajo custodia. |          |               |                   |                 |                           |                         |
| 2 | 2        | «Episodio 2»  | Brian Kirk        | Ronan Bennett   | 7 de noviembre de 2024    | 14 de noviembre de 2024 |
| Emma muere de un paro cardíaco. Bianca encubre su muerte para obligar a Allison a encontrar a Norman. Usando su alias, Charles, el Chacal pasa tiempo en su casa de España con Nuria y su hijo Carlito. Sin embargo, se ve obligado a marcharse antes de tiempo cuando recibe una pista sobre el origen del pago retenido por el asesinato de Fest. Tras dejar al Chacal en el aeropuerto, Nuria le espía por casualidad cuando regresa brevemente a su ciudad para visitar su banco, lo que le hace suponer que tiene una aventura. Al llegar de nuevo a Munich, el Chacal se ve obligado a desviarse para reunirse de nuevo con Zina, quien le confirma que su jefe, Timothy Winthorp, ha aceptado las condiciones del Chacal. Sin embargo, también le informa de que el asesinato debe completarse en el plazo de un mes antes de que UDC pueda lanzar un nuevo y revolucionario software para desenmascarar el dinero negro en todo el mundo. El Chacal acepta. Tras investigar más a fondo en Múnich, el Chacal descubre que Elias Fest fue quien le contrató y se niega a pagarle tras ser tiroteado. Mientras tanto, prosiguiendo su investigación sobre el asesino, Bianca teoriza que es británico y exmiembro del ejército británico. Allison obtiene el número de teléfono de Norman y Bianca es enviada a Bielorrusia para detenerlo. Sin embargo, la operación se tuerce y Norman mata a dos colegas de Bianca antes de escapar, lo que hace pensar a Bianca que ha recibido un chivatazo.                 |          |               |                   |                 |                           |                         |
| 3 | 3        | «Episodio 3»  | Brian Kirk        | Ronan Bennett   | 7 de noviembre de 2024    | 14 de noviembre de 2024 |
| Tras la operación de Bielorrusia, Bianca utiliza una maleta recuperada en el lugar donde se encontraba Norman para demostrar que fabricó un rifle de francotirador plegable que podía pasar de contrabando por la aduana. Sus superiores, Isabel Kirby y Osita Halcrow, la mantienen en la investigación. Carver, el agente del MI6, empieza a investigar la fuente de la filtración de Bielorrusia, con Bianca, su colega Damian y Kirby y Halcrow bajo sospecha. En Alemania, mientras el Chacal se prepara para infiltrarse en el funeral de Manfred Fest para llegar hasta Elias, llama a Nuria. Ella se enfrenta a él por haberle visto. Él intenta demostrar que no tiene una aventura, pero Nuria sigue sospechando. Con la ayuda de su madre y su hermano, busca en el despacho de Charles. Encuentran una cámara acorazada oculta. Allison y su marido Larry llegan a Londres para identificar el cadáver de Emma. Allison reprende airadamente a Bianca mientras Norman se pone en contacto con Larry y le revela lo que le ha ocurrido. Larry se enfrenta a Allison y la agrede al enterarse de que es un topo. El Chacal, ahora enfurecido por el pago retenido a Elias, se infiltra en el funeral de Manfred y secuestra a Elias para enfrentarse a él antes de matarlo a tiros. Siguiendo una pista, Bianca descubre el nombre en clave del asesino: Chacal. Nuria y su familia irrumpen en la cámara acorazada, que el Chacal ve a través del circuito cerrado de televisión mientras abandona Alemania. |          |               |                   |                 |                           |                         |
| 4 | 4        | «Episodio 4»  | Anthony Philipson | Ronan Bennett   | 7 de noviembre de 2024    | 14 de noviembre de 2024 |
| De regreso de Múnich a través de Francia, el Chacal sufre un pequeño accidente de coche y se ve obligado a matar a un camionero y a un agente de policía para escapar. El MI6 se entera de que el Chacal ha sido contratado de nuevo, aunque desconoce la identidad del objetivo. Investigando más a fondo al Chacal, Bianca descubre que el único veterano del Ejército británico capaz de realizar el disparo, Alexander Duggan, se cree muerto por la explosión de un artefacto explosivo improvisado (IED) en Afganistán en 2013. El Chacal convence a Nuria para que se una a él en París, donde afirma que es un solucionador de problemas (troubleshooter) que se dedica al espionaje corporativo, ganándose su confianza. A pesar de la preocupación por las consecuencias del asesinato de Elías para el trabajo de UDC, Winthrop y sus conspiradores deciden contratar los servicios del Chacal. Mientras tanto, Larry mata a Allison y hace caer a Bianca en una trampa. Ella escapa por los pelos con la ayuda del agente de protección Vincent Pyne, que más tarde es reasignado a su equipo. Al volver a casa, descubre que Larry ha tomado a su hija Jasmine como rehén. Bianca dispara y hiere a Larry, pero Jasmine le impide matarlo. El Chacal llega a Tallin para comenzar los preparativos, pero casi muere cuando exploraba el lugar donde se iba a lanzar el software de UDC. Al volver a su habitación de hotel, descubre que Zina lo ha localizado.                                            |          |               |                   |                 |                           |                         |
| 5 | 5        | «Episodio 5»  | Anthony Philipson | Jessica Sinyard | 7 de noviembre de 2024    | 14 de noviembre de 2024 |
| En Tallin, el Chacal se ve obligado a incluir a Zina en su planificación. En España, Nuria se muestra cada vez más escéptica ante la historia de Charles. El Chacal se pone en contacto con Norman para que elabore un arma para el asesinato de UDC. Sin embargo, como Norman resulta herido al escapar de Bianca, el Chacal viaja a Budapest para ayudarle a ensamblar el arma. Construyen el arma con una impresora 3D para ocultarla en una bota ortopédica. Norman confiesa que alguien del MI6 le ayudó a escapar. De vuelta en Londres, tras el ataque de Larry, el marido y la hija de Bianca se marchan de casa. Bianca y Vincent torturan a Larry para saber dónde se encuentra Norman. Al enterarse de que Norman está en Budapest, Bianca también descubre que UDC es el objetivo del Chacal. El MI6 rastrea la ubicación de Norman, lo que hace que Bianca y Vincent lleguen a Budapest. El Chacal los ve acercarse al taller de Norman y le advierte, pero Norman es capturado. El Chacal se ve obligado a matarlo para cubrir sus huellas antes de escapar por los pelos de la persecución de Bianca. Sin embargo, es noqueado por un granjero mientras se esconde en un granero. |          |               |                   |                 |                           |                         |
| 6 | 6        | «Episodio 6»  | Paul Wilmshurst   | Charles Cumming | 14 de noviembre de 2024   | 21 de noviembre de 2024 |
| Hecho prisionero por el granjero Attila, el Chacal intenta negociar su liberación. Cuando fracasa, mata a Attila y a su hermano Gabor antes de tomar como rehén al granjero Laszlo para escapar. El equipo de Bianca se entera de las muertes y comienza a investigar. El Chacal llama a Nuria para confesarle que quizá no llegue a casa. Ella se ofrece a ayudarle viniendo a Budapest. UDC, que se prepara para el lanzamiento del software, se enfrenta a la oposición de su junta directiva, a la que hace caso omiso. Cuando regresa a Budapest en medio de una persecución nacional, el Chacal libera a Laszlo en lugar de matarlo, amenazándole para que guarde silencio. Nuria llega a la ciudad y ayuda al Chacal a disfrazarse de anciano en silla de ruedas para pasar la aduana. Irónicamente, acaba sentado detrás de Bianca en un vuelo a Tallin. A su llegada, el Chacal atrae y seduce a Rasmus, un trabajador que conoció previamente en el local. |          |               |                   |                 |                           |                         |
| 7 | 7        | «Episodio 7»  | Paul Wilmshurst   | Shyam Popat     | 21 de noviembre de 2024   | 28 de noviembre de 2024 |
| El Chacal pide ayuda a Zina para enfrentarse a Bianca y Vincent. Zina envía un escuadrón para atacarlos frente a la embajada británica, pero Bianca y Vincent matan a los atacantes. El hermano de Nuria, Álvaro, coge 40.000 euros y una pistola de la cámara acorazada del Chacal para un negocio, observado por el Chacal encubiertamente en la cámara. El Chacal, haciéndose pasar por arquitecto, sigue engañando a Rasmus para acceder al local. Un agente de policía identifica al Chacal gracias a un identikit. Bianca y Vincent asaltan su antiguo alojamiento Airbnb, pero se aloja con Rasmus. El Chacal se infiltra en el local y utiliza los planos del edificio que Rasmus le había dado para encontrar un escondite, llegando antes de que el equipo de seguridad de UDC cierre el edificio con dos días de antelación. Mientras espera, recuerda los inicios de su relación con Nuria. Comienza el lanzamiento y el Chacal se coloca en posición para disparar. Sin embargo, segundos antes de que tenga su oportunidad, otro asesino intenta disparar a UDC, arruinando la oportunidad del Chacal. Escapa, pero se ve obligado a matar a Rasmus -cuya vida optó inicialmente por salvar, después de sus relaciones- durante el proceso. |          |               |                   |                 |                           |                         |
| 8 | 8        | «Episodio 8»  | Paul Wilmshurst   | Ronan Bennett   | 28 de noviembre de 2024   | 05 de diciembre de 2024 |
| Los conspiradores y UDC luchan por mantener sus planes en marcha tras el intento de asesinato. Bianca vuelve a la teoría de Alexander Duggan. Kirby presiona al Ministro de Asuntos Exteriores, Jeremy Whitelock, para que desclasifique el expediente militar de Duggan. Nuria ve un telediario con la imagen identitaria del Chacal y se enfrenta a él, dándose cuenta de que es un asesino. Bianca visita a Larry en la cárcel, que se suicida delante de ella. Halcrow es detenido bajo sospecha de ser el topo. En flashbacks, el Chacal, revelado como Duggan, es un francotirador en un escuadrón que arresta y elimina líderes de al-Qaeda en Afganistán. Alexander y su francotirador, Gary, llevan a cabo un asesinato por cuenta propia en Chipre. Una operación para detener a un alto dirigente de Al Qaeda se tuerce cuando el escuadrón de Duggan masacra una boda y lo encubre. Asqueado por sus crímenes de guerra, Alexander mata al escuadrón con un coche bomba, salvo a Gary, y finge su muerte. |          |               |                   |                 |                           |                         |
| 9 | 9        | «Episodio 9»  | —                 | —               | 05 de diciembre de 2024   | 12 de diciembre de 2024 |
| 10 | 10       | «Episodio 10» | —                 | —               | 12 de noviembre de 2024   | 12 de diciembre de 2024 |

## Producción
El proyecto de Carnival Films con Sky y Peacock se anunció en noviembre de 2022. El guionista Ronan Bennett fue fijado como escritor y showrunner, con Brian Kirk como director principal, seguido de Anthony Philipson, Paul Wilmshurst y Anu Menon. Charles Cumming, Jessica Sinyard y Shyam Popat se unieron a la sala de guionistas en julio de 2022. Christopher Hall produjo todos los episodios. Eddie Redmayne, Lashana Lynch, Ronan Bennett, Gareth Neame y Nigel Marchant son los productores ejecutivos. Redmayne describe la película como "una obra completamente diferente" que ha sido "reconcebida y contemporizada con un nuevo objetivo". La serie también ofrece una visión más profunda del Chacal como protagonista y Redmayne dijo que eligió el proyecto porque "la idea de pasar una cantidad adecuada de tiempo con este enigma me pareció un gran material para explotar".

### Reparto
Se reveló que Redmayne formaba parte del reparto en marzo de 2023. En junio de 2023, Lashana Lynch se unió al reparto. En febrero de 2024 se anunciaron inclusiones adicionales que incluían a Úrsula Corberó, Charles Dance, Richard Dormer y Chukwudi Iwuji. 

### Rodaje
El rodaje de la serie tuvo lugar en cuatro países y duró siete meses, iniciándose en junio de 2023. El rodaje comenzó en Budapest, Hungría y sus regiones vecinas.  El rodaje tuvo lugar a continuación en Viena en julio de 2023.  El rodaje siguió en otoño de 2023 en Croacia. Entre las localidades croatas se utilizaron Rijeka, Pag, Opatija y la región central de Istria.

## Emisión
La serie de diez episodios se estrenó el 7 de noviembre de 2024, emitiéndose en el Reino Unido en Sky Atlantic y Now, y en streaming en Peacock en Estados Unidos. NBCUniversal Global Distribution distribuye la serie internacionalmente fuera de los mercados de Sky, emitiéndola a través de sus acuerdos con Foxtel (Australia), Showcase (Canadá), JioCinema (India), Showmax (África), TVNZ+ (Nueva Zelanda), Disney+ (Latinoamérica) y SkyShowtime (Europa) entre otros.  Los siguientes episodios se estrenarán en TVNZ+, Disney+ (Latinoamérica) y SkyShowtime (Europa), entre otros. Los siguientes episodios se emitirán semanalmente y concluirán con un doble episodio final el 12 de diciembre de 2024.

## Recepción
En el sitio web IMDb, que mide la aceptación media por parte del público, Chacal presenta una valoración de 8,2/10 con más de 16.000 reseñas. En el agregador de críticas, Rotten Tomatoes,  tiene un índice de aprobación del 85% basado en 47 críticas, con una calificación media de 7,9/10. El consenso del sitio web dice: "Un thriller trotamundos hecho inquietantemente verosímil por la reptiliana interpretación de Eddie Redmayne, "El día del chacal" convierte las oscuras hazañas en buena diversión. " Metacritic, que utiliza una media ponderada, le asignó una puntuación de 80 sobre 100 basada en revisiones de 8 críticos, lo que indica críticas "generalmente favorables".  </ref>